# CZ Scorpion Evo 3
El Scorpion EVO 3 es un subfusil de 9 mm fabricado por Česká Zbrojovka Uherský Brod en variantes de fuego selectivo (A1) o semiautomática (S1).
La designación de EVO 3 denota que el arma es una tercera generación de la línea CZ de pequeños subfusiles iniciada por el Skorpion vz. 61, con los cuales no guarda relación a nivel mecánico.

## Detalles de diseño

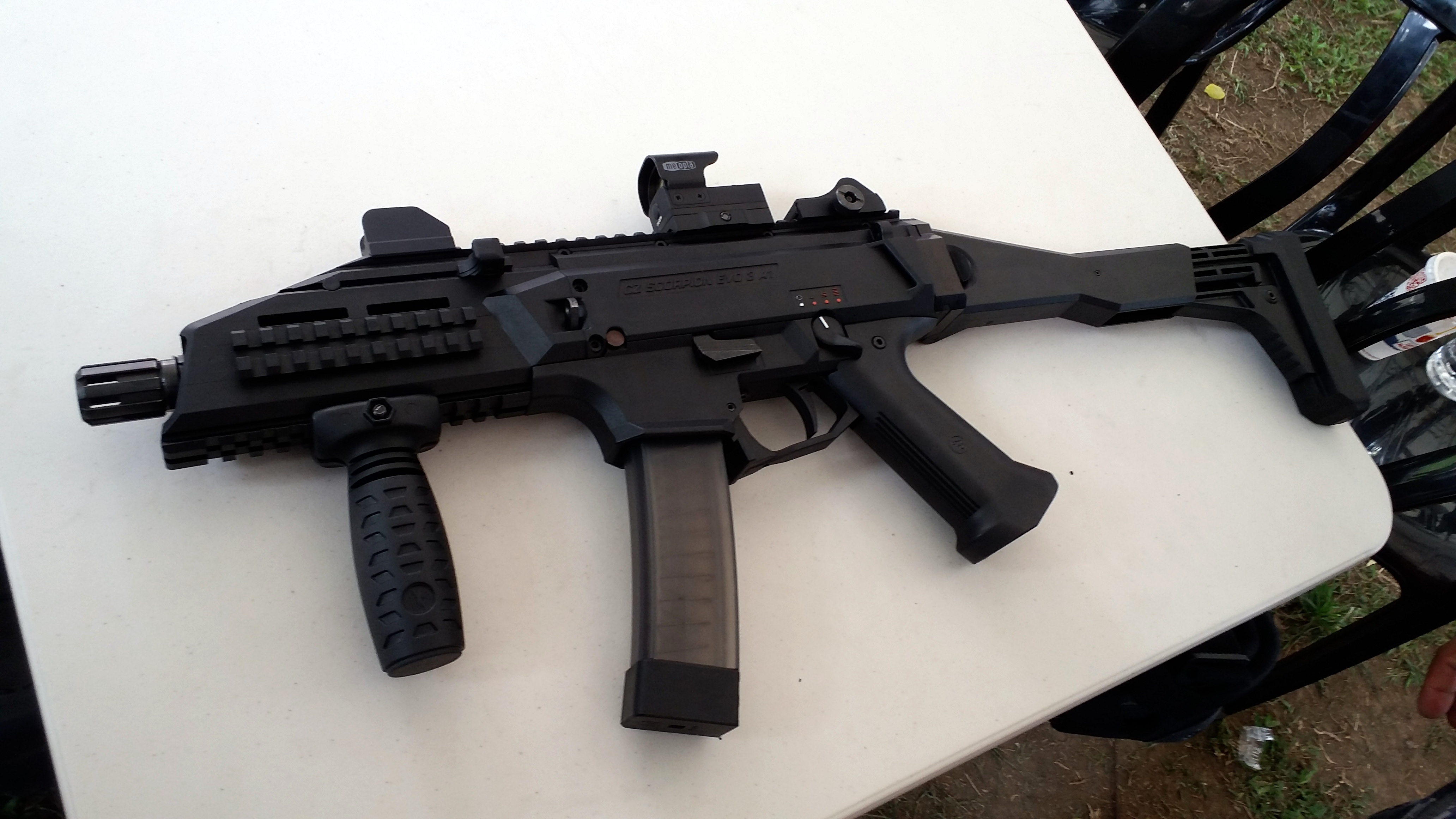

Empleando el cartucho 9 x 19 Parabellum, el Scorpion EVO 3 es compacto, ligero, y está diseñado para ser fácilmente utilizable en espacios reducidos. 
La variante A1 cuenta con palanca selectora de disparo, dando al operador la elección de seguro, modo semiautomático, ráfaga corta (tres disparos) o modo automático, mientras que la versión S1 solo cuenta con seguro y modo semiautomático. La versión estándar viene equipada con un culatín plegable, ajustable y desmontable para facilitar su transporte. El guardamanos posee múltiples rieles Picatinny para la adición de accesorios como empuñaduras, miras, linternas y punteros láser.

## Usuarios
- Argentina: Fuerzas Federales,[2] División Especial de Seguridad Halcón (Bs. As.), Policía de Tucumán,[3] Policía de San Juan[4]Servicio Penitenciario Bonaerense
- Bolivia: Policía Nacional de Bolivia.
- Egipto: fuerzas de seguridad egipcias.[5]
- Colombia: Policía Nacional de Colombia[6]
- España: Unidades especiales del CNP: GEO, GOES, UIP, UPR, División de Cooperación Internacional.[7]
- Filipinas: guardia costera.[8]
- Honduras: Agencia Técnica de Investigación Criminal.
- Indonesia: Kostrad[9]
- Malasia: Real Policía de Malasia.[10]
- Malta: Pulizija
- Panamá:Usada por el Servicio de Protección Institucional (SPI), Servicio Nacional de Fronteras (SENAFRONT) y Servicio Nacional Aeronaval (SENAN).
- Paraguay
- República Checa: Fuerzas Armadas de la República Checa y Policía.
- República Dominicana
- Serbia
- Tailandia: Real Policía de Tailandia.[11]
- Túnez: guardia presidencial.